# Potres v Ašhabadu (1948)
Potres v Ašhabadu je bil uničujoči potres v jugovzhodnem delu Turkmenistana leta 1948. Premogel je moč 7,3 stopnje po Richterjevi lestvici in povzročil okoli 110.000 žrtev, s čimer velja za dvanajsti najbolj uničujoč potres doslej.
Zaradi cenzure medijev v takratni Sovjetski zvezi, o potresu niso veliko poročali. Znanstveniki se strinjajo, da zaradi skopega poročanja o katastrofalnosti potresa, oblasti niso ustrezno ukrepale in zagotovile pomoči prizadetemu območju. Ameriški vojni veteran, Ellis M. Zacharias, vodja ameriške obveščevalne službe, je leta 1948 in 1949 poročal, da je bil vzrok za potres prvi tajni preizkus jedrskega orožja Sovjetskih oblasti.

## Podrobnosti
Potres je bil v Ašhabadu zabeležen ob 2. uri in 17 minut zjutraj, 6. oktobra 1948. Epicenter se je nahajal 25 kilometrov jugozahodno od mesta. Potres je povzročil katastrofalne posledice na območju, saj je bila porušenih večina opečnatih stavb, betonske zgradbe so bile poškodovane, vlaki pa so iztirili. Potres so čutili tudi v Iranu. Zemlja je bila zaradi potresa razpokana tako južno, kot tudi severno od mesta.
Mediji so navajali različne ocene žrtev: od 10.000 pa do 176.000. Poročilo iz leta 1988 navaja 110.000 žrtev, kar je predstavljalo skoraj 10 % prebivalstva Turkmenistana. Novo poročilo izdano leta 2007, omenja 176.000 žrtev. V mestu je preživelo okoli 62.000 prebivalcev.
Po pričevanjih preživelih, je bilo mesto močno poškodovano. Elektrika je ponovno delovala šele šesti dan, železnice pa so ponovno obratovale tretji dan po potresu. Pomoč in obnovo so vodili pripadniki Rdeče armade.
V potresu je življenje izgubila tudi mati in ostali sorodniki bodočega turkemnistanskega predsednika, Saparmurata Nijazova, ob čemer je postal sirota (njegov oče je življenje izgubil med Drugo svetovno vojno).